# François Perret Imbert
Pour les articles homonymes, voir Perret, Imbert et François Perret.
François Perret Imbert (né le 3 décembre 1766 à La Terrasse - mort le 9 mars 1807 à Montbrison), est un homme de loi, député au Conseil des Cinq-Cents, et préfet de la Loire.

## Biographie
La Révolution le fit administrateur du district, puis du département, et commissaire de l'administration centrale. Le 23 germinal an VII, Imbert fut élu député de l'Isère au Conseil des Cinq-Cents. Ayant adhéré au coup d'État du 18 brumaire, il fut nommé, le 11 ventôse de la même année, préfet de la Loire, et exerça ces fonctions jusqu'à sa mort (1807). Membre de la Légion d'honneur (25 prairial an XII).

## Mandats
- 12 avril 1799 - 26 décembre 1799 : Député de l'Isère

## Sources
- Fiche à l’Assemblée nationale
- Dictionnaire des parlementaires français par Adolphe Robert, Edgar Bourloton et Gaston Cougny, tome 3, Fes-Lav, Bourloton éditeur, Paris, 1891.